# Kenta Kikuchi
Kenta Kikuchi (japanisch 菊地 健太 Kikuchi Kenta; * 28. Mai 2000 in der Präfektur Tokio) ist ein japanischer Fußballspieler.

## Karriere

### Verein
Kenta Kikuchi erlernte das Fußballspielen in der Jugend der JFA Academy Fukushima sowie in der Universitätsmannschaft der Senshū-Universität. Seinen ersten Vertrag unterschrieb er am 1. Februar 2023 bei Thespakusatsu Gunma. Der Verein aus Kusatsu, einer Stadt in der Präfektur Gunma, spielt in der zweiten Liga. Sein Zweitligadebüt gab Kenta Kikuchi am 14. Oktober 2023 (32. Spieltag) im Auswärtsspiel gegen Fujieda MYFC. Bei der 5:1-Niederlage wurde Kikuchi in der 87. Minute für Daiki Nakashio eingewechselt. Am Ende der Saison 2024 musste er mit dem Verein als Tabellenletzter den Weg in die Drittklassigkeit antreten.

### Nationalmannschaft
Kenta Kikuchi spielte 2015 zweimal in der U15- und 2017 dreimal in der U17-Nationalmannschaft.